# Svatý Geremarus
Svatý Geremarus (? - 658? Beauvais) byl francký mnich, opat a poustevník žijící v 7. století.

## Život
Narodil se do franské šlechtické rodiny. Vzdělával se ve městě Beauvais. Působil na dvoře krále Dagoberta I. a jeho syna Chlodvíka II., kde byl údajně v jejich radě nebo úředník.
Oženil se a měl tři děti, syna Amberta a dvě dcery, které již v dětství zemřely. Po dohodě se svou manželkou odešel do kláštera Pentale, kde působil jako opat. Byl ke svému okolí velmi tvrdý, a proto se ho skupina mnichů pokusila zabít. Proto na post opata rezignoval a odešel do jeskyně nedaleko kláštera, kde žil jako poustevník.
Roku 655 založil opatství ve Fly, které bylo později přejmenováno na Saint-Germer-de-Fly. Zemřel kolem roku 658.
Jeho svátek se slaví 30. prosince.
V Martyrologiu Romanum je psáno:
| „ | Ve Fly u Beauvais na území Neustrie ve Francii, svatý Geremarus, opat místního kláštera, který založil. | “ |